# Садове (Березівський район)
Садове́ — село Новокальчевської сільської громади в Березівському районі Одеської області, Україна. Населення становить 181 осіб.

## Населення
Згідно з переписом 1989 року населення села, яке тоді входило до складу Червоноармійської сільської ради, становило 166 осіб, з яких 83 чоловіки та 83 жінки.
За переписом населення 2001 року в селі мешкала 181 особа.

### Мова
Розподіл населення за рідною мовою за даними перепису 2001 року:
| Мова       | Відсоток |
| ---------- | -------- |
| українська | 88,95 %  |
| російська  | 11,05 %  |